# 高嶋晋一
高嶋 晋一（たかしま しんいち、1978年 - ）は、日本の美術作家。

## 概要
2005年よりパフォーマンスやビデオ作品を制作。並行して、エッセイ・評論などの執筆活動も行っている。2011年よりダンサー・振付家の神村恵と「前後」というユニットを、2015年より写真家・映像作家の中川周と「高嶋晋一＋中川周」というユニットを組んで活動している。

## 展覧会

### 個展
- 『These fallish things』（GALLERY OBJECTIVE CORRELATIVE、東京、2008年）

### 高嶋晋一＋中川周名義の個展
- 『視点と支点――最短距離のロードムービー Perspective And Pivot Point: The Shortcut Road Movie』（MEDIA SHOP｜Gallery、京都、2019年）
- 『経験不問』（Sprout Curation、東京、2022年）
- 『判断の尺度 vol.5 無視できる』（gallery αM、東京、2023年）

### グループ展
- 『インターイメージとしての身体』（山口情報芸術センター、山口、2009年）
- 『高嶋晋一／石川卓磨 FLIGHT DURATION』（gallery of The Fine Art Laboratory、東京、2009年）

### 高嶋晋一＋中川周名義のグループ展
- 『無条件修復 UNCONDITIONAL RESTORATION Pre-Exhibition』（milkyeast、東京、2015年）
- 『無条件修復 UNCONDITIONAL RESTORATION』（milkyeast、東京、2015年）
- 『Self-Reference Reflexology』（milkyeast、東京、2016年）
- 『引込線 2017』（旧所沢市立第2学校給食センター、埼玉、2017年）
- 『第10回恵比寿映像祭 インヴィジブル』（東京都写真美術館、東京、2018年）
- 『IMG/3組のアーティストによる映像作品展』（Sprout Curation、東京、2019年）
- 『引込線／放射線 Absorption/Radiation』（第19北斗ビル・旧私立所沢幼稚園、埼玉、2019年）
- 『それぞれの山水 Individual Sansui』（駒込倉庫、東京、2020年）

## パフォーマンス
- 《Not a Face, Use the Head》（GALLERY OBJECTIVE CORRELATIVE、東京、2005年）
- 《no collective》（中井悠との共作、GALLERY OBJECTIVE CORRELATIVE、東京、2006年）
- 『気象と終身――寝違えの設置、麻痺による交通』（橋本聡との共同企画、アサヒ・アートスクエア、東京、2010年）
- 《Half of Us》（出演｜福留麻里・高橋永二郎・高嶋晋一、東京国立近代美術館「14の夕べ / 14 EVENINGS」、東京、2012年）
- 《I am not everything that is beside me》（イェレナ・グラズマンとの共作、「Whenever Wherever Festival 2012」、森下スタジオ、東京、2012年）
- 『囚人口 Chop Chop Logic』（ミルク倉庫との共作、HAGISO、東京、2013年）

### 前後（神村恵＋高嶋晋一）名義
- 『ポジション・ダウトフル』（blanClass、横浜、2011年）
- 『把っ手』（Art Center Ongoing、東京、2012年）
- 『脱脱出、反反応』（blanClass、横浜、2012年）
- 『ムゲ』（GALLERY OBJECTIVE CORRELATIVE、東京、2013年）
- 『exonym/endonym』（「Brooklyn International Performance Art Festival」、ニューヨーク、2013年）
- 『質す［ただ-す］』（「Whenever Wherever Festival 2013」、森下スタジオ、東京、2013年）
- 『わける手順 わすれる技術』（大脇理智との共作、N3 ART lab、山口、2014年）
- 『わける手順 わすれる技術 ver.1.2』（大脇理智との共作、Art Center Ongoing、東京、2014年）
- 『わける手順 わすれる技術 ver.2.0』（兼盛雅幸・高橋永二郎との共作、SNAC、東京、2015年）
- 『ビフォア・オア・アフター』（blanClass、横浜、2015年）
- 《POST-ER OFFICE参加ミーティング: 分別をめぐる試行》（外島貴幸との共作、トーキョーワンダーサイト本郷、東京、2016年）
- 《subjunctive mood lesson（仮定法のレッスン）》（「Mitaka! SCOOL!! 2nd Anniversary!!!」、scool、東京、2019年）
- 《subjunctive mood lesson（仮定法のレッスン）vol.2》（「TERATOTERA祭り2019 〜選択の不自由〜」、武蔵野タワーズスカイゲートタワー前広場／三谷公園、東京、2019年）
- 《眺めるを振り付ける》（「Whenever Wherever Festival 2021 Mapping Aroundness――〈らへん〉の地図」、スパイラルホール、東京、2021年）
- 《やってみるとはどういうことか》（ホスト｜正直（小林椋＋時里充）、ロームシアター京都「Sound Around 002」、京都、2022年）

### 前後（高嶋晋一＋No Collective＋神村恵）名義
- 《Post Future Perfect（未来完了以後）》（blanClass、横浜、2018年）
- 《Past Future Perfect（過去未来完了）》（城崎国際芸術センター、兵庫、2018年）
- 《Pest Future Perfect（厄介未来完了）》（Mrs.トライアングル、大阪、2018年）

## 評論・エッセイ
- 「美術の設計」（ノーテーション・リサーチ・メンバーとの共同執筆、岡崎乾二郎編著『芸術の設計――見る／作ることのアプリケーション』、フィルムアート社、2007年）
- 「握った拳で握手は可能か――橋本聡《Wake up. Black. Bear.》について」（『Wake up. Black. Bear. 橋本聡』、WORKBOOK、2007年）
- 「行為者なしの行為 ACTION WITHOUT ACTOR ――1960‐70年代におけるパフォーマンスの問題系」（近畿大学国際人文科学研究所編、『述3 特集・舞台／芸術』、明石書店、2009年）
- 「ことばによって何を断ち切るべきか――言語「で」ではなく言語「を」表現する」（『セルフ・コーチング・ワークショップ 2010 記録集』、Body Arts Laboratory、2011年）
- 「欠如と余計の使い途について」（blanClass+column、2011年）
- 「コンセプチュアリズムが流産するのは原理上避けえないことなのか？――ジェローム・ベルの方法を端緒として」（Body Arts Laboratory Critique、2011年）
- 「禅のパフォーマティヴィティに関する覚書」（『Asia Interactive Research 中間発表 vol.01――国や時代の枠組みを疑って芸能を観察する試み』、2011年）
- 「変質についてのノート」（『所沢ビエンナーレ「引込線」2011』、所沢ビエンナーレ実行委員会、2011年）
- 「隣人たち」（『からだのこと 1号 たくさん生きている』、2011年）
- 「問題設定:「相手」についてのメモ」（『ドキュメント｜14の夕べ――パフォーマンスのあとさき、残りのものたちは身振りを続ける』、監修: 東京国立近代美術館、青幻舎、2012年）
- 「実地教示（デモンストレーション）としてのビートミュージック」（『てにをは通信 vo.1』、2012年）
- 「底なしからの身振り、あるいは手だし不可能な局面における手段性について」（『引込線2013』、引込線実行委員会、2013年）
- 「「奪ったあとでいかに使うか」についての計画」（「場時盗風：美術館のものを奪う計画」、blanClass+column、2013年）
- 「The Authority of Composition and Its Outside」（『Ellen C. Covito: Works After Weather』、Already Not Yet、2014年）

- 「『得体』というプロセス――神村恵×手塚夏子《半魚人面魚》について」（2014年）
- 「『自然』概念、ならびにその流用」（『ART CRITIQUE n.04』、constellation books、2014年）[2]
- 「見過ごしゆく時の過ぎ方」（『からだのこと 4号 なんとなくそんな気がする』、2012年）
- 「無条件修復 UNCONDITIONAL RESTORATION」（展覧会ステイトメント、松本直樹・宮崎直孝との共同企画、2015年）
- 「無条件修復、あるいは反創造／脱破壊」（展覧会ステイトメント、松本直樹・宮崎直孝との共同企画、2015年）
- 「反応に反して、脱出を脱する（本編なき5つの挿話）」（『引込線2015』、引込線実行委員会、2015年）
- 「無条件修復の無条件修復」（No Collectiveとの対談、『MATTERS OF ACT: A JOURNAL OF IDEAS』、Already Not Yet、2016年）
- 「メタフィジカル・アフターエフェクト: 制作覚書」（中川周との共同執筆、『引込線2017』、引込線実行委員会、2017年）
- 「未来と未知」（アート・ユーザー・カンファレンス『未来芸術家列伝Ⅳ: 宇宙と貨幣』、2018年）
- 「ロスト・イン・ロジスティクス――逆理と逆走の映像論」（中川周との共同執筆、『視点と支点 Venue Issues』、2019年）
- 「穴に穴を空ける」（中川周との共同執筆、『視点と支点 Venue Issues』、2019年）
- 「《subjunctive mood lesson （仮定法のレッスン）》 のためのなぞり描き的なガイド」（神村恵との共同執筆、2019年）
- 「戦争の顔」「飛行の不安定なパースペクティヴ」「カモフラージュ」（引込線／放射線パブリケーションズ『政治の展覧会: 世界大戦と前衛芸術』、EOS ART BOOKS、2020年）
- 「失史年表 Nothing Timeline」（中川周・関貴尚との共同執筆、引込線／放射線パブリケーションズ『政治の展覧会: 世界大戦と前衛芸術』、EOS ART BOOKS、2020年）
- 「「減らす」と「閉じる」」「否定形の把握」「経験不問――デジタル時代の映像メディアをめぐる試論」（中川周との共同企画・共同執筆、『映像なしの映像経験 Pictorial Experience w/o Picture』、2022年）